# Mentzelia congesta
Mentzelia congesta är en brännreveväxtart som först beskrevs av Thomas Nuttall, och fick sitt nu gällande namn av John Torrey och Gray. Mentzelia congesta ingår i släktet Mentzelia och familjen brännreveväxter. Utöver nominatformen finns också underarten M. c. congesta.